# Sreymom Ouk
Sreymom Ouk (en khmer : ស្រីមុំ អ៊ុក), né le 3 avril 1975, est une joueuse de pétanque cambodgienne. 

## Palmarès

### Séniors

#### Championnats du Monde
Championne du monde
- Tête à tête 2017 :  Équipe du Cambodge[1]
- Tir de précision 2021 :  Équipe du Cambodge[2]

Troisième
- Triplette 2013 (avec Chantrea Oum, Leng Ke et Sreya Un) :  Équipe du Cambodge[3]
- Triplette 2017 (avec Leng Ke, Sreya Un et Sorakhim Sreng) :  Équipe du Cambodge[4]
- Triplette 2019 (avec Leng Ke, Sreya Un et Sovanna Keo) :  Équipe du Cambodge[5]

#### Jeux d'Asie du Sud-Est
Vainqueur
- Doublette 2017 (avec Leng Ke) :  Équipe du Cambodge

Finaliste
- Tête à tête 2007 :  Équipe du Cambodge
- Tête à tête 2009 :  Équipe du Cambodge
- Doublette 2013 (avec Sophorn Duch) :  Équipe du Cambodge

Troisième
- Doublette 2015 (avec Leng Ke) :  Équipe du Cambodge